# Levantamiento artificial
El término levantamiento artificial se refiere al uso de medios artificiales para incrementar el flujo de líquidos, tales como petróleo o agua, desde pozos de producción hacia la superficie. Generalmente esto se logra por medio de dispositivos mecánicos en el pozo, tales como bombas, o reduciendo el peso de la columna hidrostática por medio de la inyección de gas a cierta profundidad del pozo. El levantamiento artificial se necesita en aquellos pozos donde la presión del yacimiento no es suficiente para eyectar los fluidos hasta la superficie, aunque a menudo se usa en pozos fluyentes naturales (los cuales técnicamente no lo necesitan) para aumentar el caudal por encima de lo que el pozo fluiría naturalmente. El fluido producido puede ser petróleo, agua o una mezcla de ambos, típicamente incluyendo una cierta cantidad de gas.

## Uso
Cualquier reservorio en el cual se produzcan líquidos, tendrá una «presión de reservorio»: algún nivel de energía o potencial que forzará el fluido (líquido, gas o ambos) a áreas de menor energía o potencial. El concepto es similar al de la presión de agua en un sistema de agua municipal. Tan pronto como la presión interna de un yacimiento decrece por debajo de la presión del reservorio, el reservorio mismo tratará de llenar el yacimiento nuevamente, de la misma forma cuando se abre una válvula en un sistema de agua. Dependiendo de la profundidad del reservorio y la densidad del fluido, el reservorio mismo puedo o no, tener suficiente potencial para impulsar el fluido a la superficie - un yacimiento muy profundo o de una mezcla más pesada requiere mayores niveles de presión.

## Tecnologías

### Sistema de bombeo hidráulico
El sistema de bombeo hidráulico transmite energía al fondo del yacimiento por medio de un fluido presurizado que fluye hacia abajo en el pozo hacia una bomba subterránea. Existen al menos tres tipos de bombas hidráulicas subterráneas:
1. Bomba de Pistón Alternativo, donde de un lado se inyecta un fluido de potencia y del otro el fluido producido es bombeado a la superficie.
2. Bomba de chorro, donde el fluido de potencia pasa a través de una válvula combinada (efecto Nozzle-Venturi) la cual crea una alta presión en el lado de descarga de la bomba.
3. Una turbina de fondo de pozo impulsado hidráulicamente (HSP), por lo que el motor de accionamiento de fondo de pozo es una turbina, conectada mecánicamente a la sección de la bomba impeledora, la cual empuja el fluido.

Estos sistemas son muy versátiles y han sido utilizados en pocas profundidades (305 m) hasta profundidades mayores (5,5 km), los pozos con bajas tasas de producción por el orden de los 10 BPD a pozos que producen en excesos alrededor de 3.200 m³ por día. En la mayoría de los casos el fluido de potencia puede ser agua o fluidos producidos (mezclas de agua/aceite). Ciertos químicos pueden ser mezclados con el líquido de potencia inyectado para ayudar a controlar la corrosión, parafinas y emulsiones. Los sistemas de bombeo hidráulicos, también son apropiados para yacimientos derivados donde el bombeo convencional, tal como el de varillas, no son factibles.
Como todos los sistemas, éstos tienen su entorno operativo, aunque con las bombas hidráulicas a menudo existen errores por parte de los diseñadores. Algunos tipos de bombas hidráulicas pueden no ser sensibles a los sólidos, mientras que las bombas de chorro, por ejemplo, pueden empujar fracciones de volúmenes de sólidos por más de un 50 %. Estos, son considerados los métodos de levantamiento menos eficientes, aunque esto difiere para algunos tipos de bombas hidráulicas y también cuando se aprecian perdidas en el sistema, las diferencias con estos son despreciables.
El costo del ciclo de vida de estos sistemas es similar al de otros sistemas de levantamiento artificial cuando él se diseñan teniendo en cuenta que ellos requieren bajos mantenimiento, con la bomba de inyección de líquidos por ejemplo, tienen costos operativos un poco más elevados con sustancialmente bajos costos de compras y costos de reparación casi inexistentes.

### BES
Las bombas electrosumergibles (BES) consisten en: Uno o varios cuerpos de bombas, insertadas en el fondo del pozo. Un motor eléctrico, el cual transforma la energía eléctrica en energía cinética para hacer girar las bombas. Un protector o sello, que protege al motor de la contaminación con los fluidos del pozo. Una admisión, por la cual ingresan los fluidos del pozo y puede cumplir además, según la necesidad del pozo, la función de separador de gases. El sistema necesita además de un cable eléctrico, que conecta el motor con el sistema de control de la superficie (este sistema de control puede ser un tablero, de arranque directo, o un variador de velocidad).

El sistema de BES, es un método de levantamiento artificial muy versátil y se le puede hallar en ambientes operativos en todo el mundo. Pueden manejar un muy amplio rango de tasas fluidos (desde 200 hasta 90.000 barriles o 14.000 m³ por día) y levantar altas demandas (desde virtualmente cero hasta 15.000 ft o 5.000 m de altura de columna). Pueden ser modificadas para operar contaminantes comúnmente hallados en el petróleo, fluidos de alta agresividad corrosiva como H2S y CO2, además de trabajar a temperaturas altamente excepcionales en los fondos de los yacimientos. El corte del incremento de agua, se ha considerado para que no tenga detrimento significativo en el desempeño de la bomba. Es posible localizarlas en yacimientos verticales, horizontales o desviados, pero es recomendable desplegarlas en una sección recta de encapsulado para una vida útil óptima.
Aunque los últimos desarrollos están orientados a mejorar las prestaciones de la BES, para que puedan manejar gas y arena, ellas aun necesitan más desarrollos tecnológicos para que puedan evitar el bloqueo de gas y la corrosión interna. Recientemente, las nuevas BES han aparecido con una etiqueta de precios a menudo prohibitiva, debido a los costos de desarrollo, los cuales llegan a exceder los USD 300.000,00.
Varias herramientas, tales como las válvulas polifásicas automáticas, extractores de arena y otras cadenas de cañerías además de las herramientas de bombeo, mejoran el funcionamiento de la BES. La mayoría de los sistemas desplegados en el mercado de hoy en día, son sistemas duales de BES, el cual es un simple arreglo de dos BES en el mismo pozo. Esto proporciona un sistema de refuerzo o respaldo en el pozo, minimizando los tiempos necesarios para el flujo de producción, reduciendo los costos y generando ahorros en el área operacional. El sistema dual de BES, ofrece una alta rentabilidad en la mejora de los yacimientos.

### Levantamiento por inyección de gas
Este es otro método de levantamiento artificial ampliamente utilizado. Como su nombre indica, se inyecta gas en las tuberías para reducir el peso de la columna hidrostática, reduciendo de esta manera la presión de retorno y permitiendo que la presión de reservorio empuje hacia la superficie la mezcla producida de fluido y gas. El levantamiento por gas, puede desplegarse en un amplio rango de condiciones de pozos y yacimientos (desde 30.000 BPD o 4.800 m³/d hasta 15.000 ft o 4.600 m). Este método, puede lidiar bien con elementos abrasivos y arena, hallándose sus costos de acondicionamientos entre los menores.
Las tuberías de levantamiento por gas, están equipadas con mandriles (mandrels) en una especie de bolsillos laterales así como de unas válvulas para la inyección de gas para el levantamiento. Este arreglo permite una profunda inyección de gas dentro de las tuberías. El levantamiento por gas tiene algunas desventajas. Se debe disponer de una fuente de gas, lo que puede garantizar algunos problemas en el flujo, tales como hidratos, que pueden ser disparados por gas del levantamiento.
Este utiliza la inyección de gas dentro de la corriente del fluido, lo que reduce la densidad del mismo y disminuye la presión de fondo del yacimiento. En la medida que el gas se eleva, las burbujas ayudan a empujar el crudo. El grado de efectividad depende de la continuidad o intermitencia del flujo de gas. El gas puede ser inyectado en un único punto bajo el fluido o en múltiples puntos de inyección. Un dosificador en la superficie, controla los tiempos de inyección del gas. Los mecanismos son controlados tanto por presión como por caudal. Estos pueden ser válvulas de estrangulamiento o por presión de caja o recinto. Las válvulas operadas por caudal requieren una elevación en la presión de la tubería para poder abrir y cerrar. Las válvulas de estrangulamiento de presión se abren por la presión interna de la tubería. Las válvulas convencionales empleadas en este sistema, están ancladas a los mandriles y están en la misma línea de las válvulas para el gas recuperable, las cuales se hallan a los lados de las tuberías dispuestas como unos bolsillos.

### Levantamiento por bombas de varilla
Constan de cilindros largos y delgados con elementos móviles y fijos en su interior. La bomba está diseñada para ser insertada dentro del tubo de extracción del pozo y su principal función es la de acumular los fluidos desde abajo y levantarlos hacia la superficie. Sus principales componentes son: la tubería de Producción, válvulas y pistón (de recorrido y fijación). Tienen otros 18 o 30 componentes, a los cuales se les denomina complementarios o de ajuste.

#### Componentes
Cada parte de la bomba, es importante para el correcto funcionamiento del sistema. Las partes más comunes, se describen a continuación.

##### Equipos al nivel del suelo
- Motor: Es el encargado de suministrar la energía necesaria a la unidad de bombeo para levantar los fluidos de pozo. Dichos motores pueden ser de combustión interna o eléctricos.
- Caja de engranaje: Se utiliza para convertir energía del momento de rotación, sometidas a altas velocidades del motor primario, a energía de momento de rotación alto de baja velocidad. La máquina motriz se conecta al reductor de velocidad (caja de engranaje) mediante correa. El reductor de velocidad puede ser: Simple, doble o triple. La reductora doble es la más usada.
- Manivela: Es la responsable de trasmitir el movimiento de la caja de engranaje o transmisión a la biela del balancín, que está unida a ellos por pines sujetos al eje de baja velocidad de la caja de engranajes y cada una de ellas tienen un número igual de orificios, los cuales representan una determinada carrera del balancín, en ellos se colocan los pines de sujeción de las bielas. El cambio de pines de un hueco a otro se llama cambio de tiro.
- Pesas o contrapeso: Se utiliza para equilibrar las fuerzas desiguales que se originan sobre el motor durante a las carreras ascendente y descendente del balancín a fin de reducir la potencia máxima efectiva y el momento de rotación. Estas pesas generalmente, se colocan en la manivela y en algunas unidades sobre la viga principal, en el extremo opuesto el cabezote.
- Prensa estopa: Consiste en una cámara cilíndrica que contienen los elementos de empaque que se ajustan a la barra pulida permitiendo sellar el espacio existente entre la barra pulida y la tubería de producción, para evitar el derrama de crudo producido.
- Unidad de bombeo: Su función principal es proporcionar el movimiento reciprocante apropiado, con el propósito de accionar la sarta de cabilla y estas, la bomba de subsuelo. Mediante la acción de correas y engranajes se logra reducir las velocidades de rotación.

##### Equipos a nivel de subsuelo
El equipo de subsuelo es el que constituye la parte fundamental de todo el sistema de bombeo. La API ha certificado las cabillas, las tuberías de producción y bomba de subsuelo.
- Tubería de Producción: La tubería de producción tiene por objeto conducir el fluido que se está bombeando desde el fondo del pozo hasta la superficie. En cuanto a la resistencia, generalmente la tubería de producción es menos crítica debido a que las presiones del pozo se han reducido considerablemente para el momento en que el pozo es condicionado para bombear.
- Cabillas o Varillas de Succión: La sarta de cabillas es el enlace entre la unidad de bombeo instalada en superficie y la bomba de subsuelo. Las principales funciones de las mismas en el sistema de bombeo mecánico son: transferir energía, soportar las cargas y accionar la bomba de subsuelo.
- Anclas de Tubería: Este tipo está diseñado para ser utilizados en pozos con el propósito de eliminar el estiramiento y compresión de la tubería de producción, lo cual roza la sarta de cabillas y ocasiona el desgaste de ambos. Normalmente se utiliza en pozos de alta profundidad. Se instala en la tubería de producción, siendo éste el que absorbe la carga de la tubería. Las guías de cabillas son acopladas sobre las cabillas a diferentes profundidades, dependiendo de la curvatura y de las ocurrencias anteriores de un elevado desgaste de tubería.
- Bomba de Subsuelo: Es un equipo de desplazamiento positivo (reciprocante), la cual es accionada por la sarta de cabillas desde la superficie. Los componentes básicos de la bomba de subsuelo son simples, pero construidos con gran precisión para asegurar el intercambio de presión y volumen a través de sus válvulas. Los principales componentes son: el barril o camisa, pistón o émbolo, 2 o 3 válvulas con sus asientos y jaulas o retenedores de válvulas.
- Pistón: Su función en el sistema es bombear de manera indefinida. Está compuesto básicamente por anillos sellos especiales y un lubricante especial. El rango de operación se encuentra en los 10K lpc y una temperatura no mayor a los 500 °F.

#### Bombas de subsuelo
Es el primer elemento que se debe considerar al diseñar una instalación de bombeo mecánico para un pozo, ya que del tipo, tamaño y ubicación de la bomba depende el resto de los componentes. Es una bomba de desplazamiento positivo.

##### Tipos de bombas de subsuelo

###### Bombas de tuberías (TH)
Son bombas resistentes en su construcción y simples en su diseño. El barril se conecta directamente a la tubería y la sarta de varillas se conecta directamente al pistón. En la parte inferior del barril se ubica un niple de asiento, que alojará la válvula fija. Una de las posibilidades es bajar la válvula fija con un pescador acoplado a la parte inferior del pistón, hasta fijarla al niple. Luego el pistón se libera de la válvula fija, rotándolo en sentido contrario a las agujas del reloj. La bomba TH provee el máximo desplazamiento de fluido para una determinada cañería de producción, el diámetro del pistón es ligeramente menor que el diámetro interno del tubería. De estructura robusta, el barril de pared gruesa está conectado directamente al tubería por un niple. Las varillas se conectan directamente a la jaula superior del pistón, eliminando la necesidad de usar vástago. Las ventajas de esta bomba la hacen una de las más utilizadas por los productores en pozos que no requieren frecuentes intervenciones.
Como factores limitativos se puede señalar que: Para cambiar el barril hay que sacar todo el tubing. No es lo más aconsejable para pozos con gas, ya que tiene un gran espacio nocivo debido al pescador de la válvula fija, lo que en este caso reduce la eficiencia de la bomba. Los grandes volúmenes desplazados hacen que las cargas en las varillas y el equipo de bombeo sean muy importantes. Estas cargas también provocan grandes estiramientos de tubing y varillas con consecuencias en la carrera efectiva de la bomba.

###### Bombas insertables (RH / RW)
Su característica principal es que se fijan a la tubería mediante un sistema de anclaje, por lo cual para retirarlas del pozo no es necesario sacar el tubing, ahorrando en esta operación, más del 50 % de tiempo. Para su instalación, se debe colocar en la tubería un elemento de fijación denominado niple de asiento. Posteriormente se baja la bomba mediante la sarta de varillas, hasta que el anclaje de la bomba se fija al asiento, quedando ésta en condiciones de operar. El uso ampliamente difundido de estas bombas ha llevado al diseño de una gran variedad de opciones en bombas insertables, entre otras:

###### Bomba de barril móvil con pared fina o gruesa (RWT/RHT)
La particularidad de esta bomba es que el elemento móvil es el barril con su válvula, en lugar del pistón. En este caso, el pistón está anclado al asiento mediante un tubo hueco denominado tubo de tiro. Las válvulas fija y móvil están ubicadas en la parte superior del pistón y del barril respectivamente. El movimiento del barril, en su carrera ascendente y descendente, mantiene la turbulencia del fluido hasta el niple de asiento, imposibilitando que la arena se deposite alrededor de la bomba aprisionándola contra la tubería. Al tener la válvula móvil en la jaula superior del barril, en caso de pararse el pozo por alguna causa, la válvula se cerrará impidiendo el asentamiento de la arena dentro de la bomba, lo cual es de suma importancia ya que sólo una pequeña cantidad de arena depositada sobre el pistón es suficiente para que éste se aprisione al barril cuando la bomba se ponga en marcha nuevamente.

### Levantamiento híbrido mecánico y por inyección de gas
Una nueva tecnología ha sido desarrollada recientemente, la cual combina el levantamiento por gas con el bombeo por varillas, empleando dos sistemas de tuberías separados en el yacimiento para cada método de levantamiento. Esta técnica fue desarrollada específicamente para levantamiento artificial de geometría única de pozos horizontales/desviados y verticales con profundidades de varios intervalos de perforación o tienen una relación muy alta de gas/líquido para métodos de levantamiento convencionales. En este tipo, el bombeo por varillas se sitúa en la porción vertical del pozo sobre el intervalo derivado o perforado, mientras que un gas con una relación baja presión/bajo volumen se emplea para levantar el reservorio desde la parte derivada o extendida por encima del sistema de bombeo por varillas. Una vez que los líquidos han sido elevados por encima de las bombas, quedan aislados en una trampa superficial de donde luego son llevados a las cámaras de bombeo donde serán luego transportados a la superficie.
Este diseño, supera los altos costos de mantenimiento, interferencias de gases y limitaciones de profundidades de las instalaciones y sistemas convencionales de bombeo.

### Bombas de Cavidad Progresiva (BCP)
Este tipo de levantamiento, es ampliamente utilizado en la industria petrolera. La BCP conta de un estator y un rotor. El rotor, gira utilizando bien sea un motor en la parte superior o uno en el fondo del yacimiento. Las cavidades secuenciales son creadas por la rotación, la cual a su vez impulsa el fluido a la superficie. El sistema BCP es flexible con un amplio rango de aplicaciones en consideración de las tasas de producción (hasta 5.000 BPD o 790 m³/d a profundidades de hasta 1800 m). Ofrecen una extraordinaria resistencia a las sustancias abrasivas y sólidas pero poseen serias restricciones en cuanto a ajustes de profundidades y temperaturas. Algunos componentes de los fluidos producidos, tales como compuestos aromáticos, pueden llegar a deteriorar el elastómero del estator.
El levantamiento por BCP, proporciona un método que se puede utilizar en la producción de fluidos muy viscosos y posee pocas partes móviles por lo que su mantenimiento es relativamente sencillo.
Un sistema BCP consta básicamente de un cabezal de accionamiento en superficie y una bomba de fondo compuesta de un rotor de acero, en forma helicoidal de paso simple y sección circular, que gira dentro de un estator de elastómero vulcanizado.
La operación de la bomba es sencilla; a medida que el rotor gira excéntricamente dentro del estator, se van formando cavidades selladas entre las superficies de ambos, para mover el fluido desde la succión de la bomba hasta su descarga.
El estator va en el fondo del pozo enroscado a la tubería de producción con un empaque no sellante en su parte superior. El diámetro de este empaque debe ser lo suficientemente grande como para permitir el paso de fluidos a la descarga de la bomba sin presentar restricción de ningún tipo, y lo suficientemente pequeño como para no permitir el paso libre de los acoples de la extensión del rotor.
El rotor va roscado en las varillas por medio del niple espaciador o intermedio, las varillas son las que proporcionan el movimiento desde la superficie hasta la cabeza del rotor. La geometría del conjunto es tal, que forma una serie de cavidades idénticas y separadas entre sí. Cuando el rotor gira en el interior del estator estas cavidades se desplazan axialmente desde el fondo del estator hasta la descarga generando de esta manera el bombeo por cavidades progresivas. Debido a que las cavidades están hidráulicamente selladas entre sí, el tipo de bombeo es de desplazamiento positivo.
La instalación de superficie está compuesta por un cabezal de rotación, que está conformado, por el sistema de trasmisión y el sistema de frenado. Estos sistemas proporcionan la potencia necesaria para poner en funcionamiento a la bomba de cavidades progresivas.
Otro elemento importante en este tipo de instalaciones es el sistema de anclaje, que debe impedir el movimiento rotativo del equipo ya que, de lo contrario, no existirá acción de bombeo. En vista de esto, debe conocerse la torsión máxima que puede soportar este mecanismo a fin de evitar daños innecesarios y mala operación del sistema.
El niple de asentamiento o zapato, en el que va instalado y asegurado al sistema de anclaje, se conecta a la tubería de producción permanentemente con lo cual es posible asentar y desasentar la bomba tantas veces como sea necesario.

#### Tipos de instalación BCP

##### Instalación convencional
En la instalación convencional, primero se baja la tubería de producción se la ancla con un packers luego de la fijación se baja el estator y rotor que son instalados de forma separada; en este tipo de instalación se demora y consume más tiempo y en consecuencia mayor inversión, las varillas son las que proporcionan el movimiento giratorio, son enroscadas al rotor generando el movimiento giratorio que el sistema exige para ponerse en marcha.
Este tipo de instalación hoy en día ya no es tan usada por el tiempo que consume, mientras que la instalación insertable es el que lo ha suplantado.

##### Instalación insertable
En la configuración de bombas insertables. el estator se baja al fondo del pozo conjuntamente con el resto del sistema de subsuelo. En otras palabras, la bomba completa es instalada con la sarta de varillas sin necesidad de remover la columna de tubería de producción, minimizando el tiempo de intervención y, en consecuencia, el costo asociado ha dicho trabajo.
La bomba es la misma que en la configuración convencional con la diferencia de que viene adaptada a un sistema de acople que permite obtener un equipo totalmente ensamblado como una sola pieza. Al rotor se le conecta una extensión de varilla la cual sirve como apoyo al momento de espaciado de la bomba. Los acoples superior e inferior de esta extensión sirven de guía y soporte para la instalación de este sistema.

### Bombeo sin varillas
Este puede ser tanto hidráulico como electrosumergible. El hidráulico utiliza chorros de mezclas de potencia o de fuerza, a altas presiones para poder manipular los fluidos en fondo de los pozos. Constan de sistemas de compresión los cuales se encargan de impulsar un pistón que mueve el fluido hacia la superficie. El sistema de fluido o mezcla de potencia se abre o cierra dependiendo si el fluido del pozo se puede o no mezclar con el fluido de potencia. Este tipo de sistema, generalmente poseen bombas para los fluidos de potencia localizadas en el suelo o superficie, además de un reservorio. La BCP es otro tipo de sistema de bombeo sin varillas.
En esencia, los mecanismos de bombeo sin varillas ayudan el movimiento del fluido para reducir la presión en el fondo del yacimiento al desplazar dicho fluidos hacia la superficie por medios mecánicos.